# Pieśni Jana Kochanowskiego księgi dwoje
Pieśni Jana Kochanowskiego księgi dwoje – zbiór pieśni Jana Kochanowskiego, wydany nakładem Drukarni Łazarzowej w 1586 roku (a więc już po śmierci autora). Podzielony był na dwie części – Księgi pierwsze oraz Księgi wtóre. Zawierał 49 utworów i był tym samym największym zbiorem pieśni tego autora. Nie znalazły się w nim jednak wszystkie pieśni poety, części z nich on sam postanowił nie włączać do zbioru, ukazały się one później w książce Fragmenta albo pozostałe pisma (1590).
Tom nie stanowił samodzielnego wydawnictwa – razem z nim opublikowano Pieśń świętojańską o Sobótce (pierwsze wydanie tego utworu) oraz pieśń Czego chcesz od nas, Panie. Prawdopodobnie kompozycja tomu była zgodna z zamierzeniami autorskimi.

## Czas powstania utworów
Dokładne daty powstania wszystkich pieśni nie są obecnie ustalone; znajomość niektórych z nich sugeruje, że Kochanowski mógł przyjąć dla tomu kompozycję chronologiczną, umieszczając w pierwszej księdze utwory starsze (sprzed 1570 roku), nowsze natomiast – w drugiej. Układ ten nie był jednak rygorystycznie przestrzegany.

## Kompozycja tomu
Tom skomponowany jest chronologicznie – pierwsza księga zawiera utwory sprzed 1570 roku, druga natomiast pieśni powstałe później. Obie księgi są zróżnicowane tematycznie, ale utwory o tematyce miłosnej pojawiają się w księdze drugiej znacznie rzadziej, zawarte w niej natomiast apostrofy do lutni, mające rodowód horacjański, pojawiają się tylko w Księgach wtórych. Pomiędzy księgami występują również pewne różnice światopoglądowe w utworach refleksyjnych– Księgi pierwsze zawierają zachętę do stosowania epikurejskiej zasady Carpe diem, natomiast Księgi wtóre –horacjańskiego złotego środka.

## Kompozycja utworów
Najczęstszym formatem wierszowym, z którego Kochanowski korzysta w zbiorze jest czterowers rymowany parzyście (aa bb). Tylko trzy pieśni nie pisane są czterowersem – Pieśń I, 7 (strofa 6-wersowa), Pieśń I, 22 (strofa 8-wersowa) oraz Pieśń II, 21; a tylko Pieśń I, 14 nie jest rymowana parzyście. Występują zarówno czterowersy równosylabiczne (głównie trzynasto-, jedenasto- i ośmiozgłoskowe), jak i czterowers różnosylabiczny  (m.in. strofa saficka 11aa, 11bb, 5b). Poeta używa licznych przerzutni, nadających utworom większą swobodę składniową.
W żadnym z utworów nie występuje dystych (być może poeta uznał, że ten sposób dzielenia utworów na strofy nie jest wystarczająco wyraźny), Kochanowski nie korzysta z akrostychów, które pojawiały się w niektórych innych jego utworach.

## Nawiązania do Horacego
Zbiór Kochanowskiego miał w założeniu autora nawiązywać do  Odarum sive carminum libri quatuor Horacego. Oprócz zbieżności tytułów, na związek z cyklem rzymskiego poety wskazuje także występowanie pieśni parafrazujących utwory horacjańskie (ok. 1/3 pieśni zawartych w Księgach dwóch), podobieństwo wątków i tematów oraz strofiki.  Kochanowski adaptował motywy i ody horacjańskie w sposób dość swobodny – zastąpił pojęcia antyczne pojęciami sobie współczesnymi i bliższymi kulturowo (np. Latinum carmen zmienia na słowieński rym), unikał wspominania bogów antycznych i poświęconych im religijnych obrzędów, zastępując je motywami chrześcijańskimi, zmieniał również imiona fikcyjnych postaci (np. horacjańską Lydę zastąpiła Bogumiła).
Najsilniej z odami Horacego związane są pieśni o tematyce refleksyjnej i moralizatorskiej, słabszy związek występuje w pieśniach o miłości, natomiast najmniej Kochanowski naśladuje rzymskiego poetę w twórczości okolicznościowej.

## Zawartość

### Księgi pierwsze
| Numer Pieśni | Incipit (pierwszy wers)                            |
| ------------ | -------------------------------------------------- |
| Pieśń I      | Byś wszystko złoto posiadł, które, powiadają       |
| Pieśń II     | Serce roście, patrząc na te czasy                  |
| Pieśń III    | Dzbanie mój pisany                                 |
| Pieśń IV     | Złota to strzała i krom wszego jadu była           |
| Pieśń V      | Kto ma swego chleba                                |
| Pieśń VI     | Acz mię twa droga, miła, barzo boli                |
| Pieśń VII    | Trudna rada w twej mierze, przyjdzie sie rozjechać |
| Pieśń VIII   | Gdzieśkolwiek jest, Boże-ć pośli dobrą godzinę     |
| Pieśń IX     | Chcemy sobie być radzi                             |
| Pieśń X      | Kto mi dał skrzydła, kto mię odział pióry          |
| Pieśń XI     | Stronisz przede mną, Neto nietykana                |
| Pieśń XII    | Muszę wyznać, bo sie już nie masz na co chować     |
| Pieśń XIII   | O piękna nocy nad zwyczaj tych czasów              |
| Pieśń XIV    | Patrzaj, jako śnieg po górach sie bieli            |
| Pieśń XV     | Nie za staraniem ani prze mą sprawę                |
| Pieśń XVI    | Królom moc na poddane i zwierzchność dana          |
| Pieśń XVII   | Słońce już padło, ciemna noc nadchodzi             |
| Pieśń XVIII  | Czołem za cześć, łaskawy mój panie sąsiedzie       |
| Pieśń XIX    | Żal mi cię, niebogo                                |
| Pieśń XX     | Miło szaleć, kiedy czas po temu                    |
| Pieśń XXI    | Ty śpisz, a ja sam na dworze                       |
| Pieśń XXII   | Rozumie mój, prózno sie masz frasować              |
| Pieśń XXIII  | Nieźle czasem zamilczeć, co człowieka boli         |
| Pieśń XXIV   | Zegar, słyszę, wybija                              |
| Pieśń XXV    | Użałuj sie, kto dobry, a potłucz zawiasy           |

### Księgi wtóre
| Numer Pieśni | Incipit (pierwszy wers)                         |
| ------------ | ----------------------------------------------- |
| Pieśń I      | Przeciwne chmury słońce nam zakryły             |
| Pieśń II     | Nie dbam, aby zimne skały                       |
| Pieśń III    | Nie wierz Fortunie, co siedzisz wysoko          |
| Pieśń IV     | W twardej kamiennej wieży i za troistymi        |
| Pieśń V      | Wieczna sromota i nienagrodzona Szkoda          |
| Pieśń VI     | Królewno lutnie złotej i rymów pociesznych      |
| Pieśń VII    | Słońce pali, a ziemia idzie w popiół prawie     |
| Pieśń VIII   | Nie frasuj sobie, Mikołaju, głowy               |
| Pieśń IX     | Nie porzucaj nadzieje                           |
| Pieśń X      | Może kto ręką sławy dostać w boju               |
| Pieśń XI     | Stateczny umysł pamiętaj zachować               |
| Pieśń XII    | Nie masz, i po drugi raz nie masz wątpliwości   |
| Pieśń XIII   | Panu dzięki oddawajmy                           |
| Pieśń XIV    | Wy, którzy pospolitą rzeczą władacie            |
| Pieśń XV     | Nie zawżdy Apollo strzela                       |
| Pieśń XVI    | Nic po tych zbytnich potrawach; nic po tym      |
| Pieśń XVII   | Nie godzien tego ten świat zawikłany            |
| Pieśń XVIII  | Ucieszna lutni, w której słodkie strony         |
| Pieśń XIX    | Jest kto, co by wzgardziwszy te doczesne rzeczy |
| Pieśń XX     | Jaką, rozumiesz, zazdrość zjednałeś sobie       |
| Pieśń XXI    | Srogie łańcuchy na swym sercu czuję             |
| Pieśń XXII   | Proszę, jeśli sie z tobą co śpiewało            |
| Pieśń XXIII  | Nie zawżdy, piękna Zofija                       |
| Pieśń XXIV   | Niezwykłym i nieleda piórem opatrzony           |
| Pieśń XXV    | Czego chcesz od nas Panie                       |